# Burleske (Strauss)

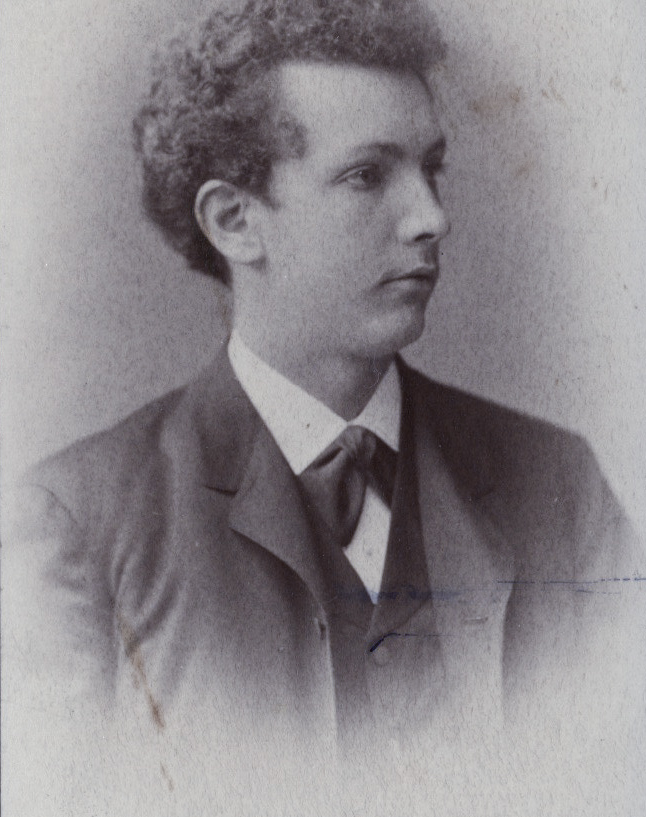
Richard Strauss 1886

Die 1885/86 entstandene Burleske in d-Moll für Klavier und Orchester von Richard Strauss (1864–1949) wurde 1890 mit dem Solisten Eugen d’Albert in Eisenach uraufgeführt.

## Entstehung und Uraufführung
1885 kam der 21-jährige Richard Strauss auf Initiative Hans von Bülows als Kapellmeister nach Meiningen, um an der dortigen Hofkapelle als Assistent und Vertreter von Bülows zu fungieren. 1885/86 entstand hier die Burleske in d-Moll für Klavier und Orchester, die Strauss seinem Mentor zugedacht hatte. Von Bülow – obgleich hervorragender Pianist, der beispielsweise 1875 die Uraufführung des 1. Klavierkonzerts von Tschaikowski übernommen hatte – weigerte sich allerdings, das Werk einzuüben und erklärte: „Jeden Takt eine andere Handstellung – glauben Sie, ich setze mich vier Wochen hin, um so ein widerhaariges Stück zu studieren?“ Der frustrierte Komponist ließ die Burleske daraufhin über Jahre liegen. Eine ebenfalls in Meiningen begonnene Rhapsodie in cis-Moll für Klavier und Orchester blieb Skizze.
Erst 1890 nahm sich Eugen d’Albert der Burleske an und brachte sie in einer von Strauss revidierten Form am 21. Juni 1890 beim Eisenacher Tonkünstlerfest des Allgemeinen Deutschen Musikvereins zur Uraufführung. Bei diesem Konzert, das der Komponist selbst leitete, wurde außerdem die Sinfonische Dichtung Tod und Verklärung uraufgeführt.

## Besetzung und Spieldauer
Die Partitur sieht neben dem Soloklavier folgende Besetzung vor: Piccoloflöte, 2 Flöten, 2 Oboen, 2 Klarinetten, 2 Fagotte, 4 Hörner, 2 Trompeten, 4 Pauken und Streicher.
Die Aufführungsdauer beträgt etwa 20 Minuten.

## Charakterisierung und Rezeption
Das zunächst als „Scherzo“ bezeichnete Werk (in einem Brief an seine Mutter sprach Strauss auch von einem „Klavierkonzert“) war nicht die erste konzertante Komposition von Richard Strauss, vorausgegangen waren – neben noch früheren Versuchen – das Violinkonzert op. 8 sowie das 1. Hornkonzert op. 11.
Die mit Allegro vivace überschriebene Burleske ist einsätzig und in der für Konzertsätze üblichen Sonatensatzform mit Ritornell-Solowechsel angelegt. Sie zeigt in ihrer motivischen Struktur und auch harmonischen Verläufen Einflüsse von Johannes Brahms, den Strauss 1885 persönlich in Meiningen kennen gelernt hatte. Andererseits weist sie in ihrem Überschwang und Walzercharakter des Hauptthemas durchaus Strauss-typische Eigenschaften auf. Ungewöhnlich sind die solistisch einsetzenden Pauken, deren viertöniges Kopfthema durch mehrfache Wiederkehr das Werk prägt. Die Pauke erhält auch im originellen Diminuendo-Ausklang das „letzte Wort“.
Von Bülow bezeichnete die Burleske nach der Aufführung durch d’Albert als „genial“, aber auch „erschreckend“. Strauss, zum Zeitpunkt der Uraufführung 1890 kompositorisch inzwischen an Franz Liszt und Richard Wagner anknüpfend, rechtfertigte sich gegenüber Alexander Ritter, einem Anhänger der Neudeutschen Schule, es handele sich um ein Werk „über das ich weit hinaus bin und für das ich nicht mehr mit voller Überzeugung einstehen kann“, betrachtete die Burleske später als Resultat seiner „damaligen Brahmsschwärmerei“ und soll sie „immer äußerst lieblos“ dirigiert haben.
Richard Strauss verzichtete auf die Vergabe einer Opuszahl an die 1894 im Verlag Steingräber (Leipzig) erschienene und d’Albert gewidmete Burleske. Im Werkverzeichnis von Franz Trenner (TrV) erhielt sie die Nr. 145.
Strauss sollte erst etwa 30 Jahre später wieder zur Besetzung Klavier (allerdings speziell für die linke Hand) und Orchester zurückkehren: Mit einem Parergon zur Symphonia domestica op. 73 sowie dem Panathenäenzug op. 74, jeweils komponiert für den einarmigen Paul Wittgenstein.
Im Konzertbetrieb lange Zeit kaum vertreten, fand die Burleske erst Ende des 20. Jahrhunderts, nicht zuletzt durch Glenn Gould, stärkere Beachtung. Zu den Solisten, die das Werk in neuerer Zeit eingespielt respektive aufgeführt haben, zählen Martha Argerich, Emanuel Ax, Hélène Grimaud, Friedrich Gulda, Gerhard Oppitz, Swjatoslaw Richter, Rudolf Serkin und Rudolf Buchbinder.